# Iglesia de Nuestra Señora de los Ángeles (Vallanca)
La iglesia parroquial Nuestra Señora de los Ángeles de Vallanca se halla entre las más antiguas del Rincón de Ademuz, Comunidad Valenciana, España, documentándose su existencia ya en el primer tercio del siglo XIII. No obstante, el templo que hoy podemos contemplar, que vino a sustituir al antiguo de la Edad Media, tomó su aspecto definitivo al final del siglo XVII.

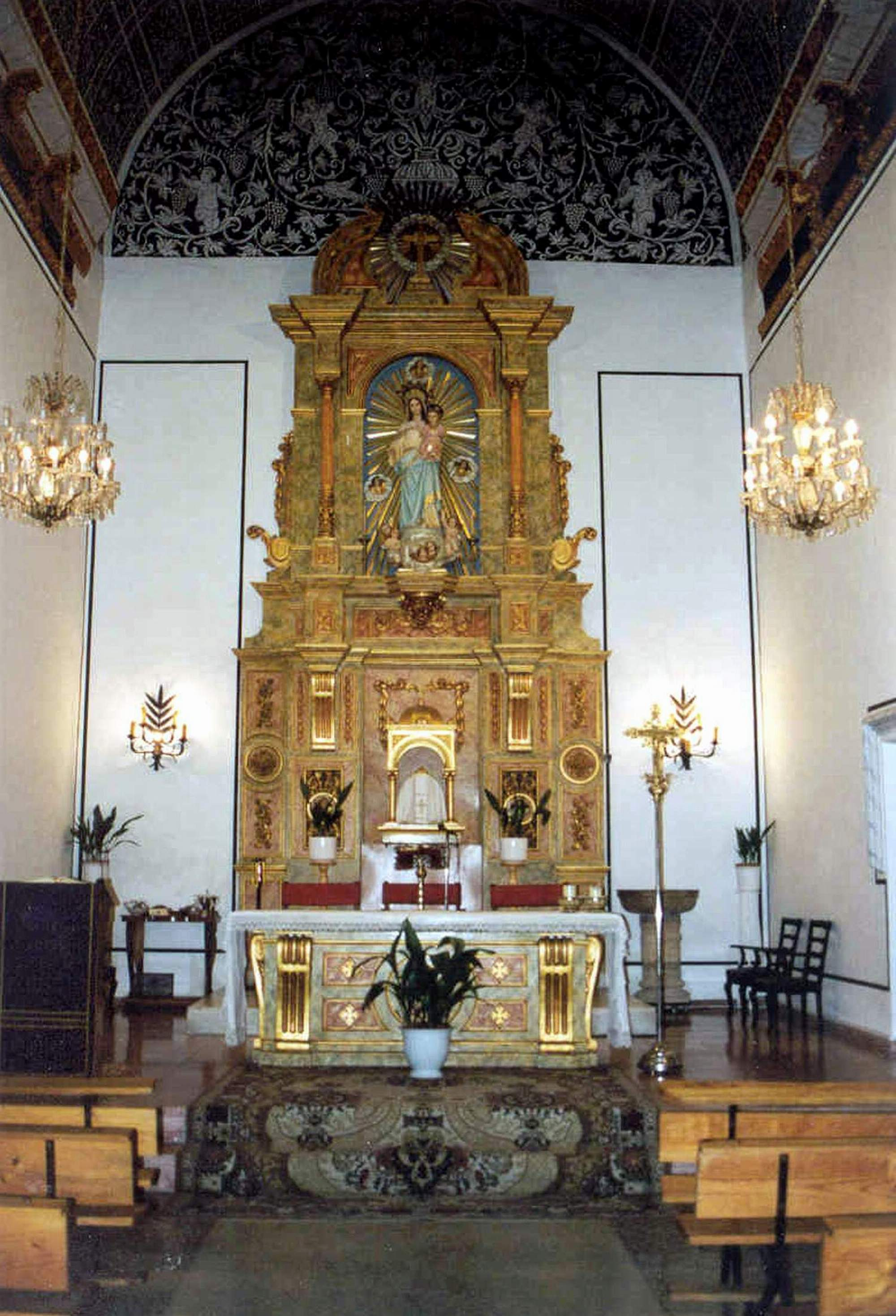
Vista de la nave central de la iglesia parroquial de (Valencia), con detalle del retablo al fondo

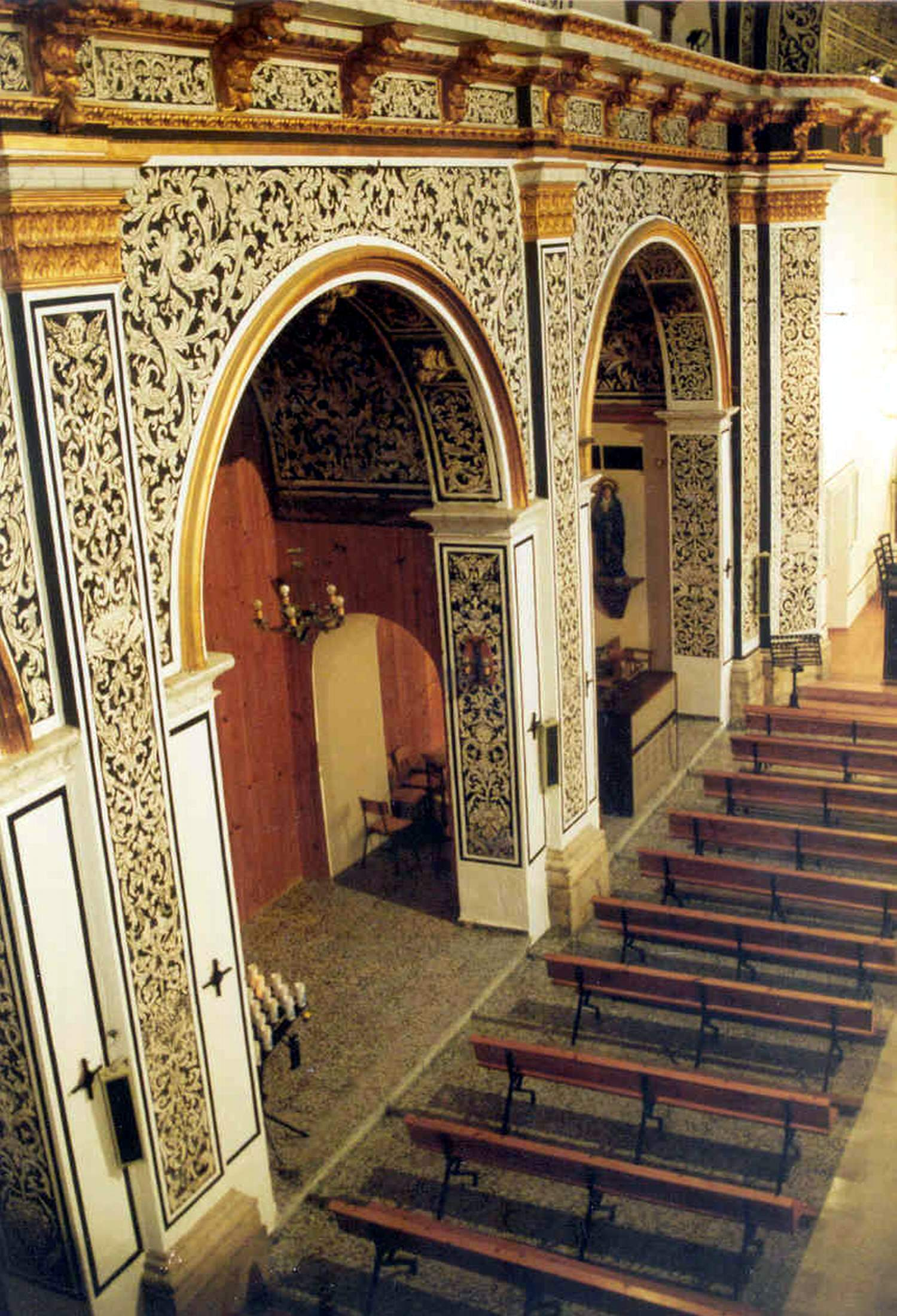
Capillas del laddo evangelio en la Iglesia parroquial de (Valencia), con detalle de esgrafiados

## Descripción
Se trata de uno de los edificios barrocos más coherentes de la comarca. Posee planta longitudinal, con ancha nave central y seis capillas laterales comunicadas entre sí, como es habitual en las iglesias posteriores al Concilio de Trento.
De su interior, lo más destacable es la utilización de la decoración de esgrafiado, cuyos motivos son característicos de la última década del siglo XVII.
Los esgrafiados de la parroquial de Vallanca están realizados en blanco sobre fondo negro, cubren una buena porción de capillas, nave y presbiterio. Especialmente remarcable es la bóveda de la capilla mayor en la que se recrea casetones cuadrangulares, destacando los motivos decorativos vegetales, antropomórficos y zoomórficos, así como eucarísticos, que aparecen en su muro frontal. Aunque presentes en otros templos comarcales, los esgrafiados se desarrollan con especial amplitud y perfección en la iglesia de Vallanca, y son sin duda los mejor conservados.

## Patrimonio mueble
Por lo que respecta al patrimonio mueble, abundante en el pasado, hay que destacar en la actualidad las tres lápidas sepulcrales situadas a los pies del templo, con una cronología que va del siglo XIV al XVI, testigos de las primeras centurias de existencia de la antigua iglesia parroquial.
Asimismo, es de reseñar la pequeña tabla del Buen Pastor, obra valenciana del siglo XVI que formó parte del sagrario de un retablo ya desaparecido, así como el frontal de altar del siglo XVIII, admirable muestra del nivel artístico que alcanzó la iglesia de Vallanca en sus momentos de mayor esplendor.

## Galería

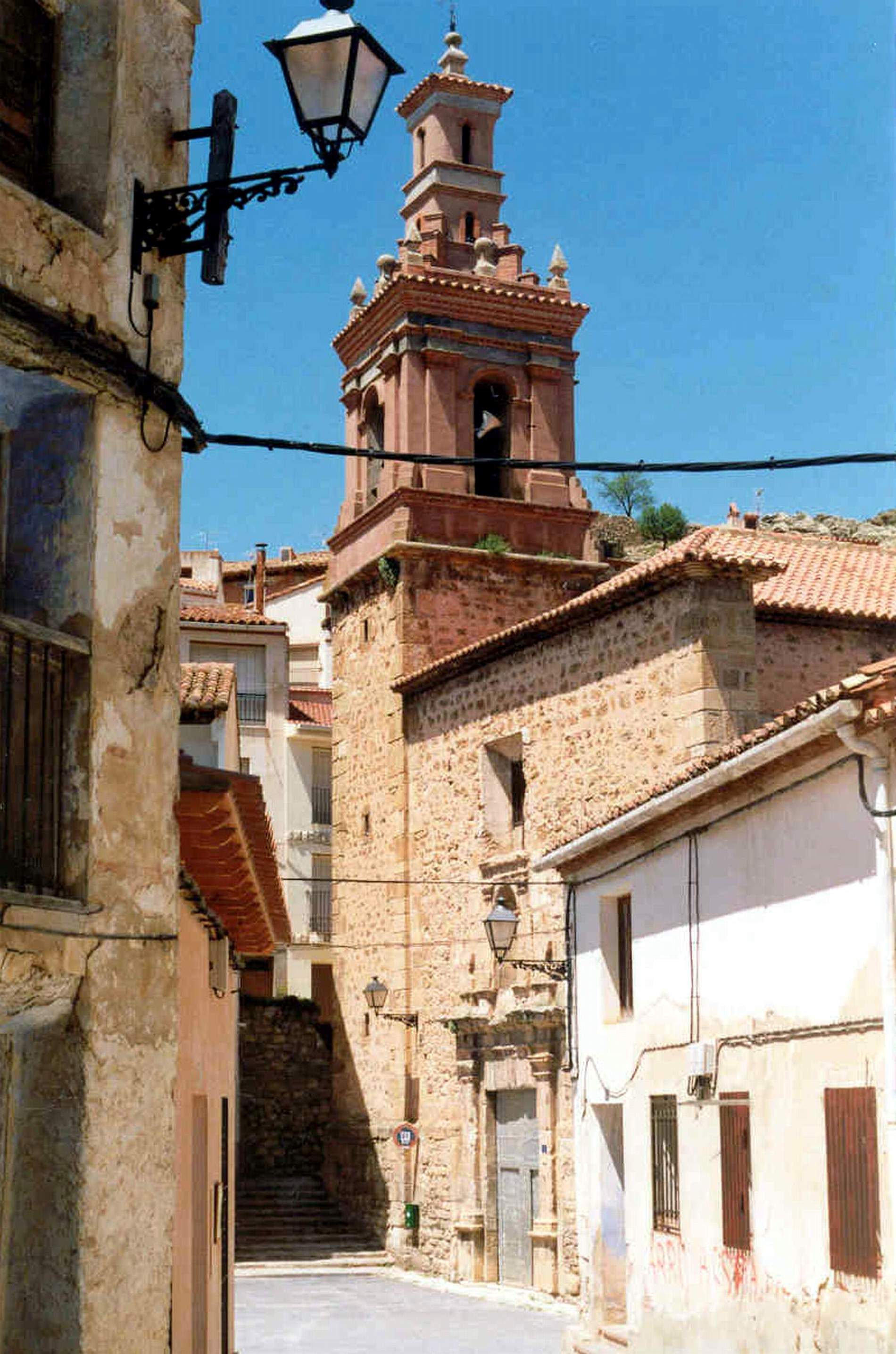
Vista lateral de la iglesia parroquial de (Valencia), con detalle del campanario.
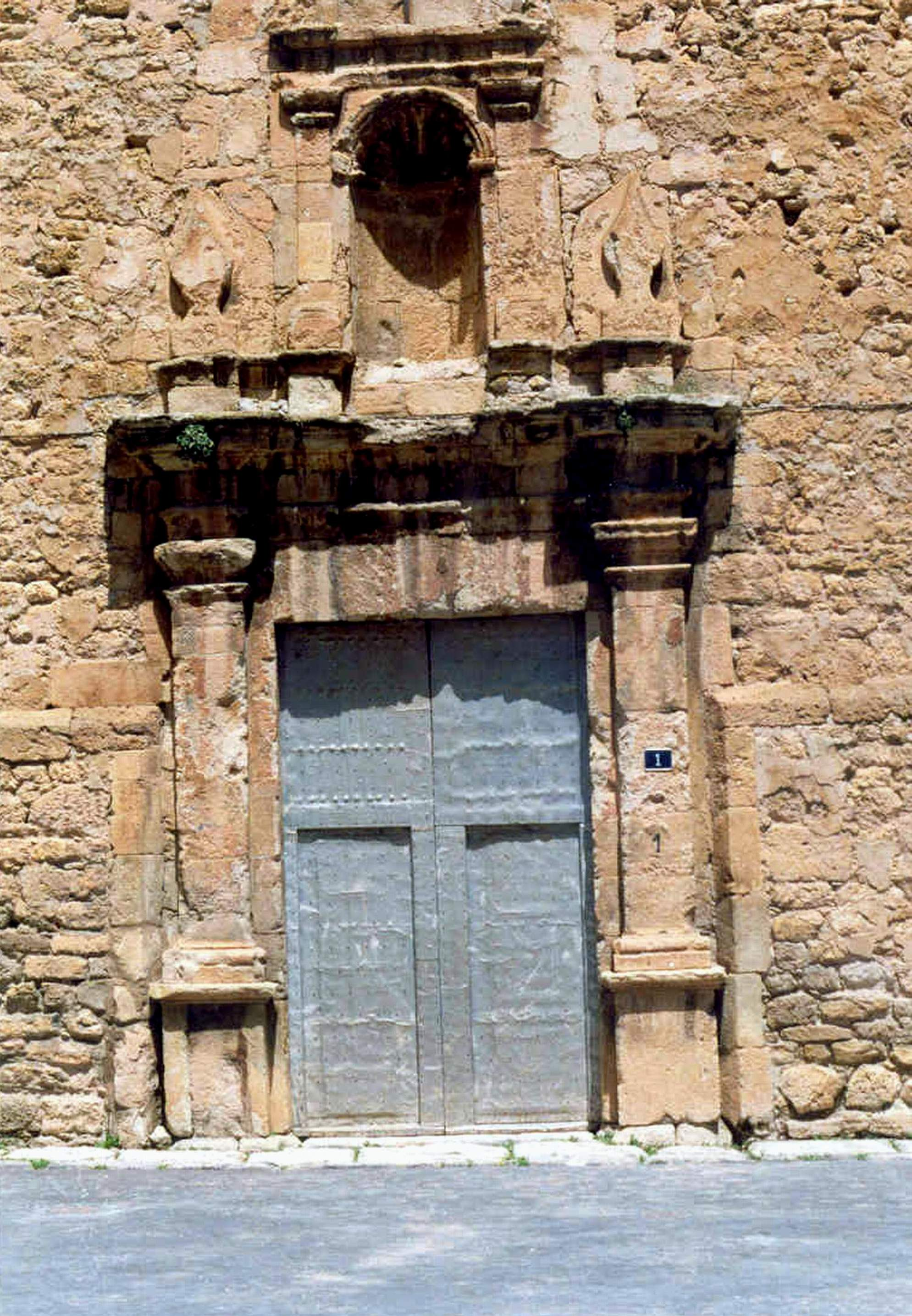
Vista frontal de la entrada principal a la iglesia parroquial de Vallanca (Valencia), antes de su restauración.
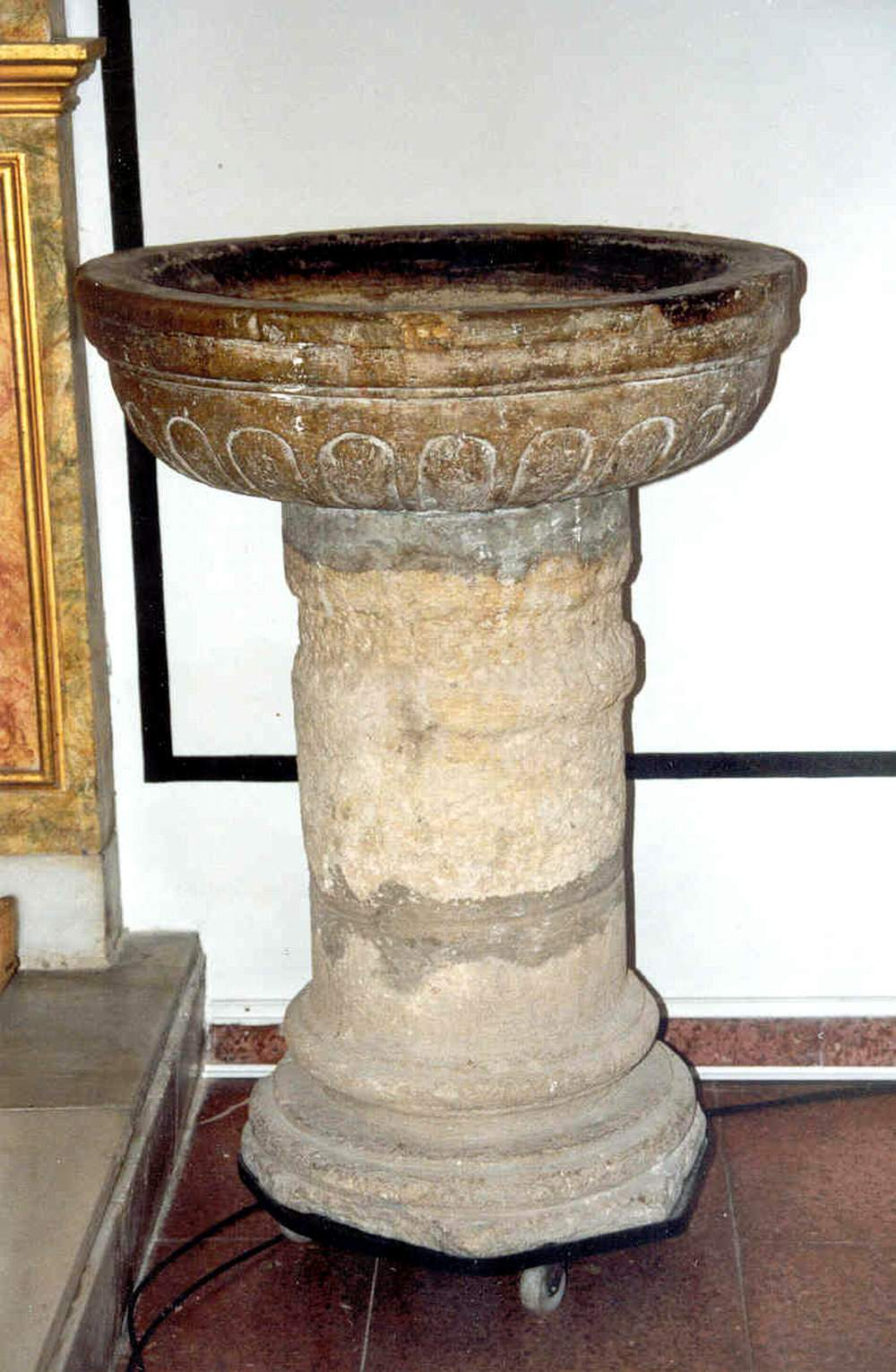
Detalle de pila del agua bendita (bautismo) en la iglesia parroquial de (Valencia).
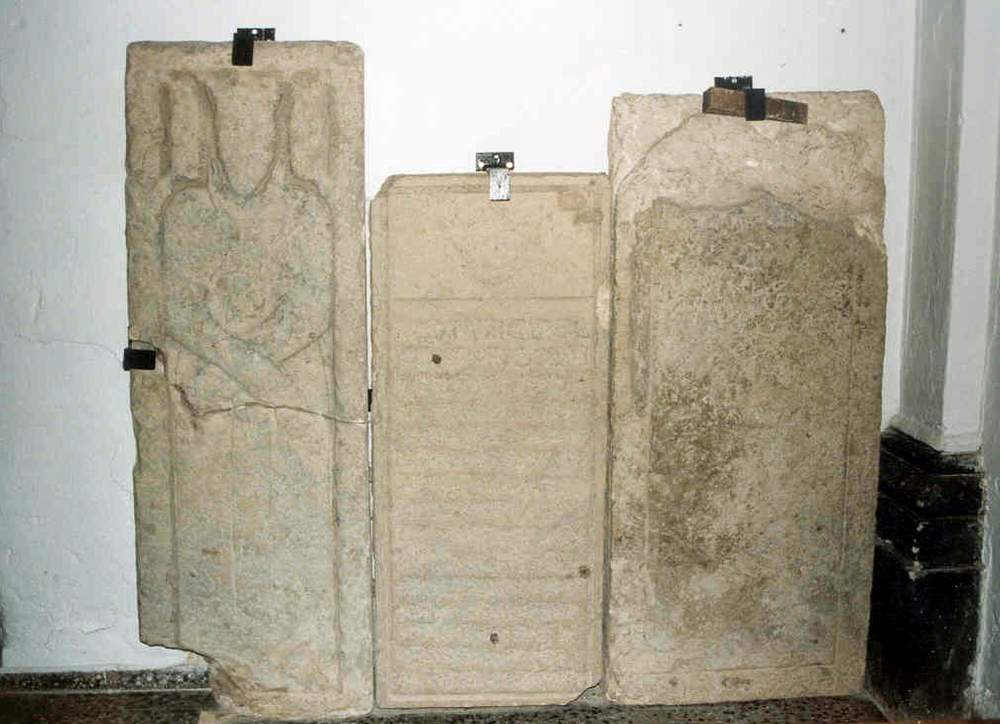
Detalle de lápidas funerarias en la iglesia parroquial de (Valencia): antiguamente se hallaban al pie del altar mayor, de ahí su deterioro.
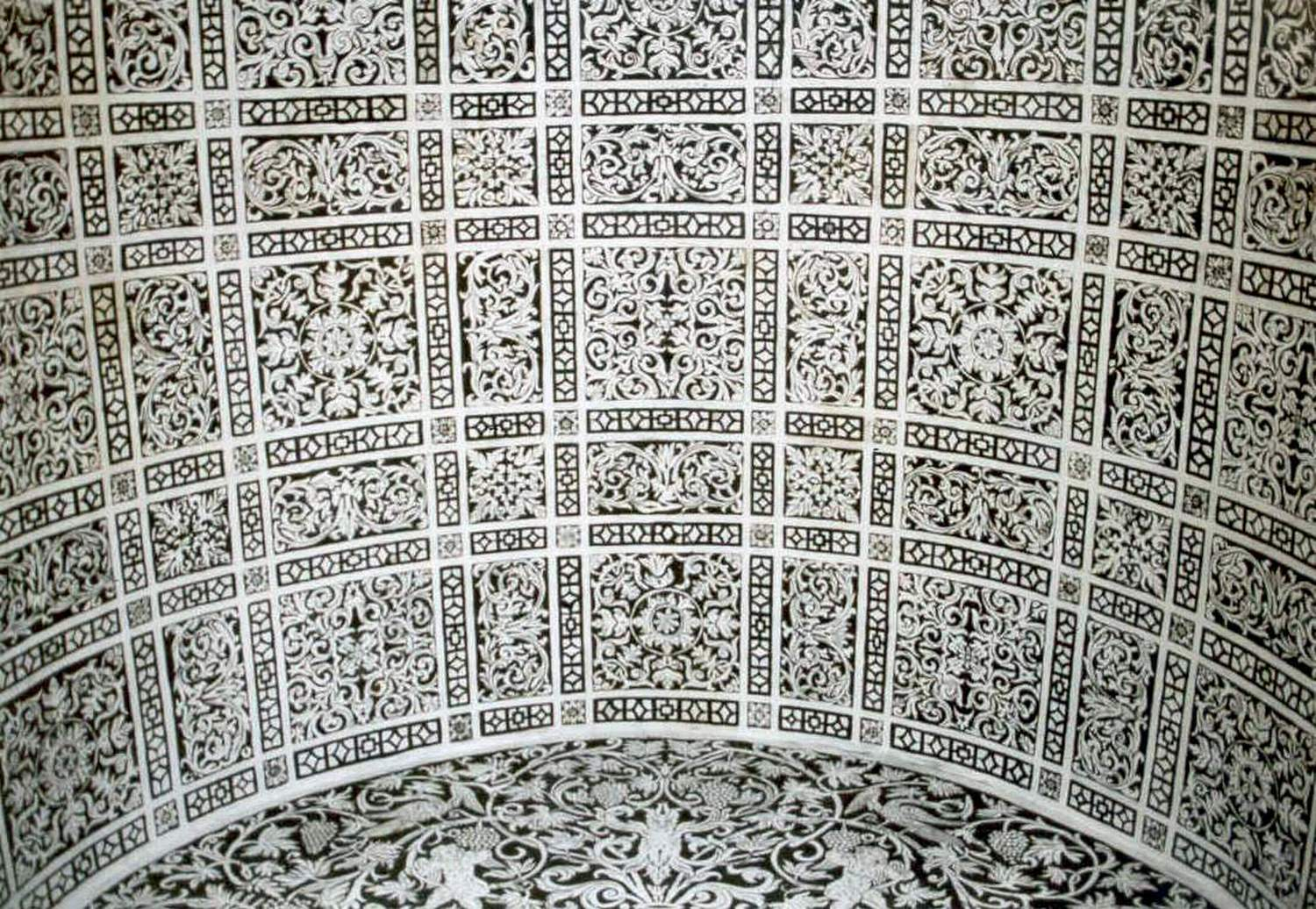
Detalle de los esgrafiados de la bóveda del presbiterio en la iglesia parroquial de Vallanca (Valencia).
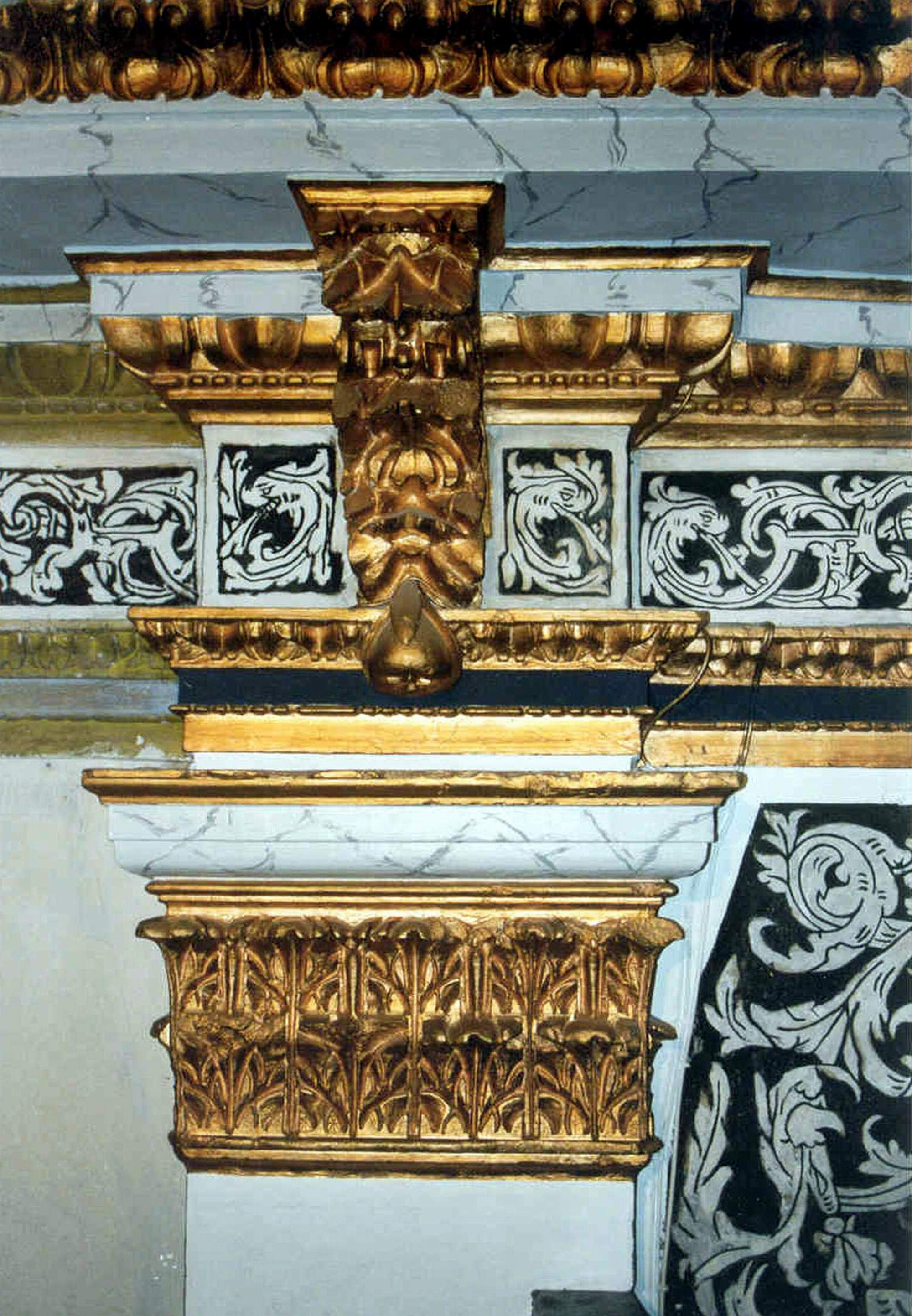
Detalle de los esgrafiados, cornisa y pilastras en la iglesia parroquial de Vallanca (Valencia).